# Edson Marinho Duarte Monteiro
Edson Marinho Duarte Monteiro é um diplomata brasileiro.
Nasceu em São José de Ubá, no estado do Rio de Janeiro. Formou-se em Ciências Econômicas pela Faculdade de Economia e Administração da Universidade Federal do Rio de Janeiro e concluiu mestrado em Administração Pública pela Universidade do Sul da Califórnia em 1980; completou o curso de Altos Estudos do Instituto Rio Branco, em 1996. Na carreira diplomática, integrou os quadros diplomáticos brasileiros em Manila (1976), Camberra (1983 a 1986, como primeiro-secretário), Bruxelas (1992 a 1995, como conselhieor da embaixada), Pequim (1998) e Díli (2008). omo Ministro-Conselheiro (1998-2004).
Foi embaixador do Brasil em Timor-Leste de 2008 a 2013. Promoveu a cooperação entre Brasil e Timor-Leste, aos níveis cultural, como na defesa e promoção da língua portuguesa em Timor, e técnico, tendo chefiado a missão de cooperação técnica trilateral que visitou o país entre 19 e 26 de janeiro de 2008, no âmbito da ação trilateral de cooperação entre Brasil, Timor-Leste e Indonésia. Foi depois embaixador na Armênia, de 2013 a 2017.